# القنب الهندي في أنتيغوا وباربودا
القنب الهندي في أنتيغوا وباربودا غير قانوني لكنه غير مجرم. الجزر ليست منتجًا رئيسيًا للقنب الهندي, وبدلاً من ذلك تستورد المخدر من جامايكا وسانت فنسنت وجزر غرينادين.

## عدم التجريم
في مارس 2018, عدل قانون إساءة استخدام المخدرات (المعدل) لعام 2018 قانون إساءة استخدام المخدرات ليذكر أن «الشخص الذي يمتلك 15 جرامًا كحد أقصى من مخدر القنب أو راتنج القنب غير مذنب بارتكاب جريمة.» لم يصل التعديل إلى حد تقنين العقار لأنه لا يزيل العقوبات القانونية عن بيع الحشيش.

## التشريع
صرح ريان جونسون, محرر التشريع ومحرر الجريدة الرسمية للحكومة, أن هناك مشروع قانون جديد قيد الإعداد من شأنه أن يسمح ببيع القنب في ظل ظروف معينة.